# Посольство Канади в Україні
Посольство Канади в Києві — офіційне дипломатичне представництво Канади в Україні, відповідає за розвиток та підтримання відносин між Канадою та Україною.

## Історія посольства
Після проголошення незалежності Україною 24 серпня 1991 року Канада стала першою західною країною, та другою після Польщі ,  яка визнала Україну 2 грудня 1991 року. 27 січня 1992 року між Україною та Канадою встановлено дипломатичні відносини.
Посольство переїхало з вулиці Ярославів Вал, 31 в будівлю за адресою вулиця Костельна, 13А

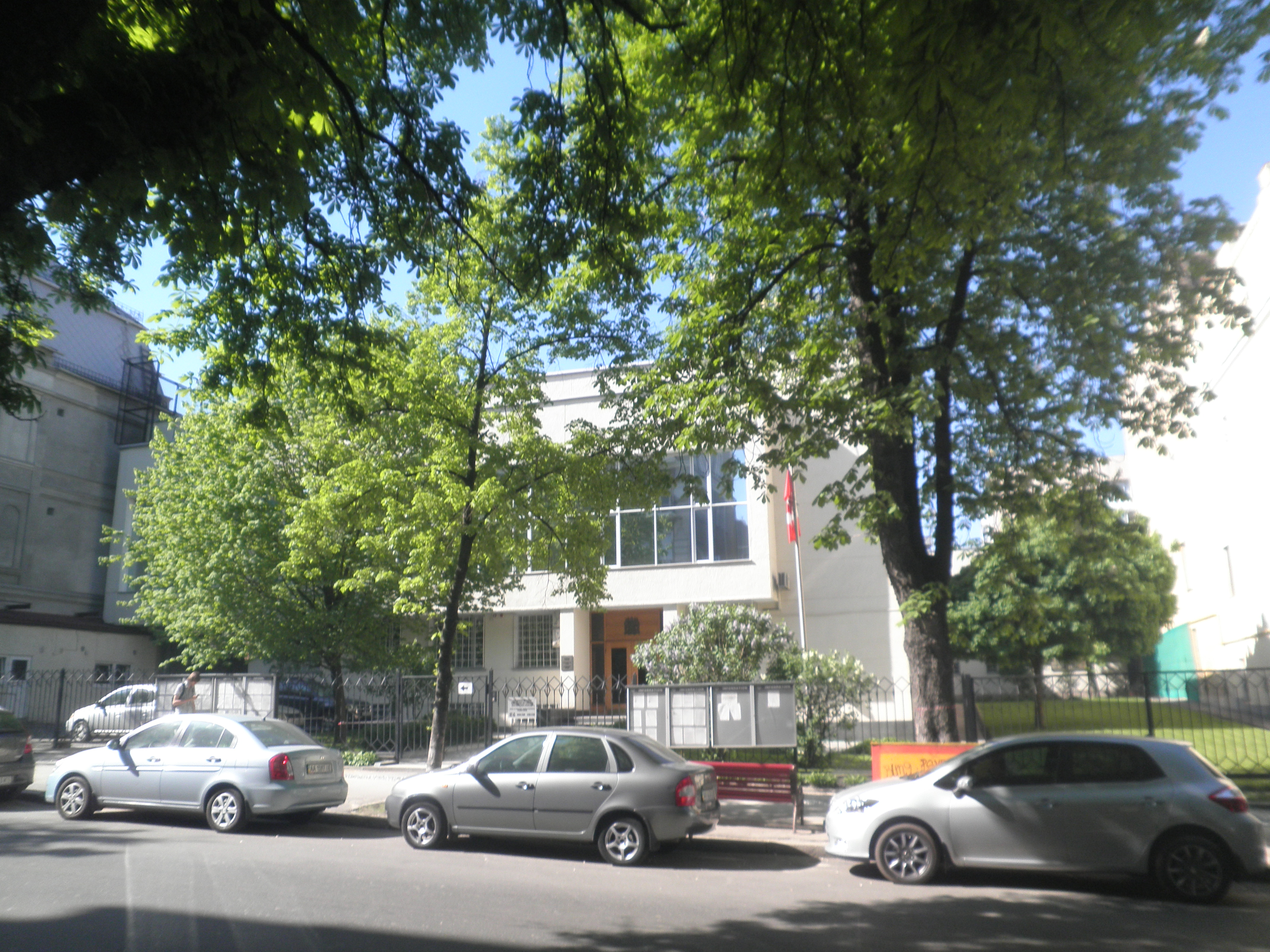
Попередня будівля посольства по вулиці Ярославів Вал

## Консульства Канади в Україні
- Консульство Канади у Львові
- вул. Академіка Богомольця, 2/4, Львів 79005, Україна

## Посли Канади в Україні[4]
1. Нестор Гайовський (1992)
2. Франсуа Антуан Матіс (1992–1995)
3. Крістофер Вестдал (1996–1998)
4. Дерек Фрейзер (1998–2001)
5. Ендрю Норвал Робінсон (2001–2005)
6. Абайна Данн (2005–2008)
7. Даніель Карон (2008–2011)
8. Трой Лулашник (2011-2014)
9. Роман Ващук (2014[5]-2019)
10. Лариса Галадза (2019-2023)
11. Наталка Цмоць (2023-)